# THE INFORMER/三秒間の死角
『THE INFORMER/三秒間の死角』（インフォーマー さんびょうかんのしかく、The Informer）は2019年のイギリスのスリラー映画。監督はアンドレア・ディ・ステファノ、主演はジョエル・キナマンが務めた。本作はアンデシュ・ルースルンドとベリエ・ヘルストレムが2009年に発表した小説『三秒間の死角』を原作としている。

## ストーリー
妻を守るために人を殺してしまった元特殊部隊の兵士ピート・コズローは、模範囚かつその経歴を買われて、FBIから本来は12年の服役のところを早期の出所と引き替えに捜査への協力を求められ、FBI捜査官の監視の下で、ニューヨークのポーランド系マフィアに潜入していた。最後の仕事として、ポーランド系マフィアの壊滅を狙った大規模な偽の取引を計画するも、それとは別の麻薬取引でニューヨーク市警の潜入捜査官の正体を暴いたことで、結果的に捜査官が死ぬきっかけを作ってしまう。ニューヨークで警官を殺すことは、警察の徹底的な捜査が組織にまで及び、取り締まりが厳しくなることを意味し、麻薬取引がしにくくなると考えたリチャード・クリメック（通称、"将軍"）は、ベイル・ヒル刑務所での麻薬流通網を手に入れ、そこを拠点にして、各地へ販路を拡大する計画を立てる。ピートは、家族の安全と引き換えに、刑務所内の麻薬流通を牛耳るように将軍から脅迫される。FBIに助けを求めるも、刑務所での取引情報を得ることで将軍の逮捕を行うという別の作戦を提案されてしまう。自由になるための最後の一歩として、ピートは仮釈放となっていたベイル・ヒル刑務所へと戻ることを決断する。
刑務所に再び収監されたピートは刑務所内にいる将軍の手下たちとともに、麻薬取引を進めるも、それまで刑務所内を縄張りとして麻薬取引をしていた黒人グループに目を付けられてしまう。麻薬取引がうまくいかず、自分が二重スパイであることがバレそうになると、彼の任務は時間との戦いになる。
一方で、部下を殺されたニューヨーク市警のグレンズ刑事がFBIの関与を疑い始める。作戦が露見し自らの立場が危うくなるのを恐れたモンゴメリーFBI特別捜査官は、作戦をなかったものとしピートを切り捨てる事を決断する。刑務所内で孤立無援となったピートは絶体絶命の窮地に陥ってしまう。

## キャスト
※括弧内は日本語吹替
- ピート・コズロー: ジョエル・キナマン（中尾一貴） - 家族のために、やむなくFBIの情報屋として働く。追い詰められた末に、無理やり新たな潜入捜査に協力させられる。
- エリカ・ウィルコックス: ロザムンド・パイク（加藤有生子） - FBI捜査官。"将軍"を逮捕するための潜入捜査の指揮を執る。
- モンゴメリー: クライヴ・オーウェン（志村知幸） - FBI特別捜査官。ウィルコックス捜査官の上司。保身のためならば冷酷な決断も下す。
- グレンズ - コモン（酒井敬幸） - NY市警組織犯罪課の刑事。ポーランド系ギャングの取引に部下を潜入させ、死なせてしまう。真相を求めて、ピートに接触を図る。
- ソフィア・コズロー: アナ・デ・アルマス（うえだ星子） - ピートの妻。
- ビータ・クリメック: ヨアンナ・カチンスカ
- スマイリー・フェルプス: エドウィン・ド・ラ・レンタ
- スレウィット: サム・スプルエル（英語版） - 刑務官。
- アンドレイ・ジエジツ: エイラム・オリアン
- アンナ・コズロー: カーマ・メイヤー
- ステイク: マテウシュ・コシチュキェヴィチ（英語版）
- フランクリン: ピーター・パーカー・メンサー
- ダニエル・ゴメス: アルトゥーロ・カストロ（英語版） - NY市警組織犯罪課。グレンズ刑事の部下。
- ヴァーミン: アブドゥル＝アハド・パテール

## 製作
2015年2月4日、アンデシュ・ルースルンドとベリエ・ヘルストレムの小説『三秒間の死角』が映画化されることになり、オットー・バサーストが監督に、ルーク・エヴァンスが主演に起用されたと報じられた。16日、デヴィッド・オイェロウォが本作に出演するとの報道があった。しかし、上の3人は後に降板することになった。
2017年5月17日、アンドレア・ディ・ステファノが監督に起用され、ジョエル・キナマン、ロザムンド・パイク、クライヴ・オーウェン、コモンが出演することになったと報じられた。7月10日、アナ・デ・アルマスがキャスト入りした。
2018年10月1日、ウィル・ブレアとブルック・ブレアが本作で使用される楽曲を手掛けることになったとの報道があった。2019年8月16日、本作のサウンドトラックが発売された。

## 公開・マーケティング
2017年9月5日、アヴィロン・ピクチャーズが本作の全米配給権を獲得したと報じられた。2018年11月26日、本作のオフィシャル・トレイラーが公開された。
当初、本作は2019年3月22日に全米公開される予定だったが、後に公開日は同年8月16日→2020年1月10日→同年3月13日と延期されることになった。

## 評価
本作に対する批評家の評価は平凡なものに留まっている。映画批評集積サイトのRotten Tomatoesには22件のレビューがあり、批評家支持率は45%、平均点は10点満点で5.5点となっている。サイト側による批評家の見解の要約は「スリラー映画に多くのものを求めないファンにとって、『THE INFORMER/三秒間の死角』はまずまずの気晴らしになるかもしれない。しかし、同作を構成する要素のほとんどは同じジャンルに属するより優れた作品で使用されたものをリサイクルしたものである。」となっている。また、Metacriticには5件のレビューがあり、加重平均値は64/100となっている。